# Norwegian Air Argentina
Norwegian Air Argentina — колишня найбільша в Аргентині бюджетна авіакомпанія, з головним офісом у Буенос-Айресіі. Є дочірньою компанією Norwegian Air Shuttle. Заснований у січні 2017 року, він керує Boeing 737-800 з базами в Буенос-Айрес та Кордові. Всі літаки зареєстровані в Аргентині.
Станом на листопад 2020 року авіакомпанія не працювала, її літаки були розміщені на довгостроковому зберіганні з березня 2020 року , а пізніше літаки повернувся до операцій у Європі.

## Флот
Флот NAA станом на квітень 2018 року: